# Hofverjar
Hofverjar (del nórdico antiguo: Hombres del templo) fue el calificativo asignado a varios clanes familiares de Islandia cuyo origen se remonta a la Era vikinga y surgieron hacia los siglos IX y X durante la colonización de Islandia. Entre algunos vikingos paganos había la costumbre de construir un templo en los lugares donde se fundaba el asentamiento colonial (normalmente allá donde llegaban los öndvegissúlur) consagrado a los dioses y diosas a quienes rendían culto, los más populares Thor y Freyr, como se testimonia en diversas sagas nórdicas. Los clanes más representativos de esta tendencia, según Landnámabók e Íslendingabók, fueron:

## Corte del Este (Austfirðingafjórðungur)
- Hofverjar í Vopnafirði, de Þorsteinn Ólvirsson en Vopnafjarður.[2][3][4]
- Hofverjar í Álftafirði, de Böðvar Þorleifsson en Álftafjörður.[5]

## Corte del Sur (Sunnlendingafjórðungur)
- Hofverjar á Rangárvöllum, de Ketill hængur Þorkelsson en Rangárvallasýsla.[6][7]

## Corte del Norte (Norðlendingafjórðungur)
- Hofverjar á Höfðaströnd, también llamados Þórðarniðjar de Þórður mjögsiglandi Björnsson en Skagafjörður.[8][9]